# Lola Bach
Lola Bach (omstreeks 1900 - omstreeks 1930), geboren als Margarete Adolf, was een naaktdanseres die met name in de vroege jaren 1920 actief was. In 1921/1922 zou Bach verdedigd worden door Erich Frey, die bekend was geworden door de verdediging van Friedrich Schumann en Carl Großmann, twee seriemoordenaars, in een rechtszaak die moest bepalen of haar dansen een kunstvorm was of een vorm van exhibitionisme die tegen de wet was. Bach was, tezamen met Celly de Rheydt en Anita Berber, een van de prominentste Duitse naaktdanseressen.

## Vroege leven
Veel van wat we weten van Bachs leven voor zij naar Berlijn kwam, is bekend geworden uit de autobiografie van Erich Frey, die haar in 1921 zou verdedigen bij een rechtszaak. Frey meende dat Bach als tiener in aanraking kwam met een man die hij aanduidde met het pseudoniem Dr. Römer. Haar contacten met de veel oudere man, leidden ertoe dat ze van de balletschool werd gestuurd waar ze een opleiding volgde. Ook haar ouders zouden haar de deur wijzen. Daarop vertrok ze met Römer naar Berlijn.

## In Berlijn
Eenmaal in Berlijn trad Römer op als een soort vroege loverboy die Bach richting het naaktdansen dreef. Bach zou in 1921 de première van haar eigen ballet, het Lola-Bach-Ballett, meemaken. Römer drogeert Bach ondertussen aldoor met de drug van deze tijd, cocaïne. Een vergelijkbaar scenario trad op met Marlen, een vriendin van haar. De vrouw pleegde in 1921 zelfmoord op het moment dat de loverboy die haar in deze situatie dreef haar verliet, waarna Bach haar moest identificeren bij de politie.

### Rechtszaak
Al vrij snel na de oprichting van het Ballett volgt er een rechtszaak. De rechtszaak richt zich tegen wat wel kan worden omschreven als exhibitionisme. Bach en de haren beschouwden hun ballet als 'ernstige kunst', aldus het Groninger Dagblad en konden zich dan ook niet vinden in een beschrijving van exhibitionisme. Bach kreeg één maand gevangenisstraf. Mogelijk was deze relatief lage straf te danken aan de tussenkomst van Frey. Naast Bach wordt in het Groninger Dagblad een regisseur genoemd met de naam Dr, Völter, mogelijk de echte naam van Dr. Römer die vooral de facilitaire zaken op zich nam. Deze man kreeg twee maanden celstraf.

## 1922 en verder
Bach pakte het naaktdansen weer op - hoewel zij dit veel gekleder moest doen dan eerst, wat een flinke klap was voor haar verdiensten. Krap een jaar later stond ze weer bij de politie in de belangstelling, doordat in haar optredens een dans zat tussen een zwarte man en witte vrouw. Hoewel zij hier geen seksuele context in zagen, besloot de politie de dans wel te verbieden, om onrust te voorkomen.
Bach bleef toeren door Duitsland en bleef zwaar verslaafd aan cocaïne. In de tweede helft nam de populariteit van naaktdansen af. Een krant uit Nederlands-Indië meende dat de Duitsers al zo verzadigd waren door alle optredens van Bach en De Rheydt, dat ze geen behoefte meer hadden aan naaktdansen. Bach zou op 30-jarige leeftijd sterven aan tuberculose.